# Alexander Stuart (5e comte de Moray)
Alexander Stuart, 5e comte de Moray (8 mai 1634 - 1er novembre 1701), est un pair écossais qui joue un rôle politique important en Écosse sous Charles II et son frère catholique, Jacques II. 
Il est introduit pour la première fois au gouvernement en 1676 par le duc de Lauderdale, son parent par mariage; entre 1681 et 1686, il a joué un rôle de premier plan dans la répression des radicaux presbytériens, connue sous le nom de " The Killing Time ". Il conserve son poste lorsque Jacques II accède au trône en 1685 et soutient ses politiques religieuses, après s'être converti au catholicisme en 1686. Révoqué de ses fonctions après la Révolution glorieuse de 1688, il se retire de la vie publique. 

## Biographie
Alexander Stuart est né en mai 1634, deuxième fils de James Stuart (4e comte de Moray) et Lady Margaret Home (1607-1683). Son frère aîné James est décédé jeune et Alexander succède à son père en tant que comte de Moray en 1653. Il est l'un des huit enfants; en plus de James, les autres étant Mary (1628-1668), Margaret (1631-1667), Francis (1636-? ), Henrietta (1640-1713), Archibald (1643-1688) et Anne (1644-1719) . 
En 1658, il épouse Emilia Balfour, fille de Sir William Balfour (général) (en) et ils ont James, Lord Doune (1660-1685), Charles, 6e comte (1673-1735), Francis, 7e comte (1673-1739), John (1675- 1765) et Emilia (décédée après 1706) . 

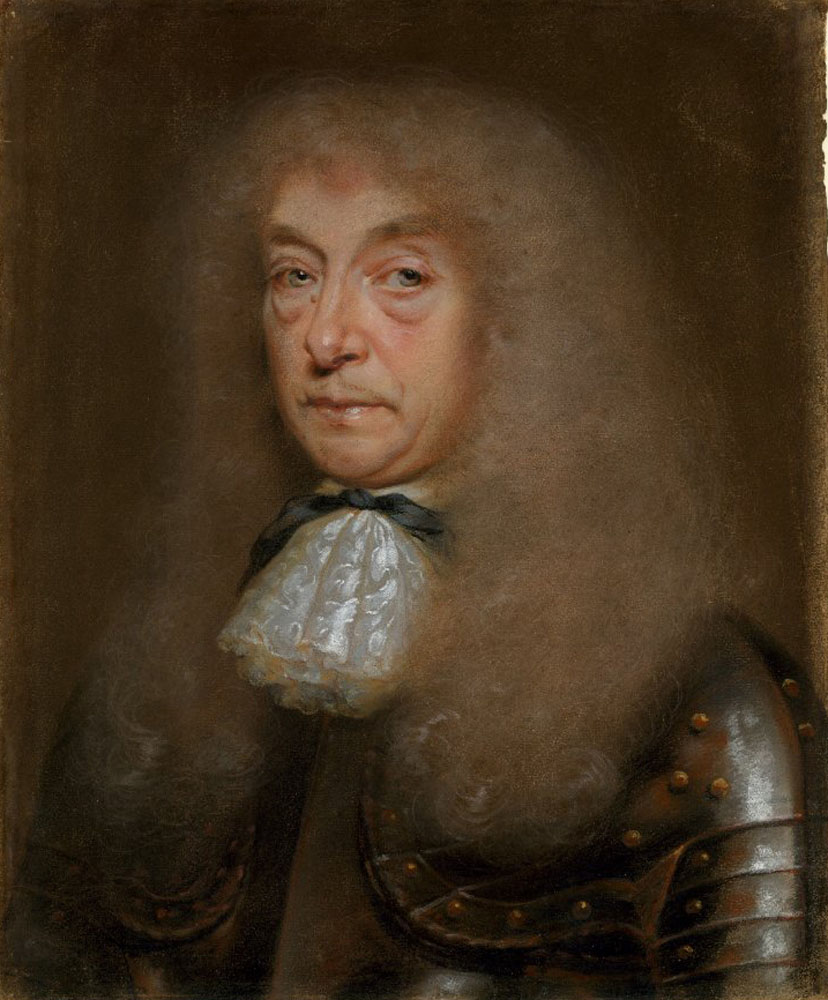
Moray devait sa charge politique au duc de Lauderdale, son oncle par mariage

Pendant les guerres des Trois Royaumes, son père lève un régiment qui combat pour les Covenanters contre les forces royalistes dirigées par James Graham (1er marquis de Montrose) . Il soutient également la tentative de restaurer Charles Ier au pouvoir dans la Seconde Guerre civile anglaise, puis Charles II en 1651. 
Alexander succède à son père comme comte de Moray le 4 mars 1653, peu de temps après que l'Écosse a été incorporée dans le protectorat. Après avoir vaincu le Soulèvement de Glencairn en 1654, la nouvelle administration décide un certain nombre de mesures de conciliation. L'un d'eux était l'Acte de grâce de 1654 où un petit nombre de personnes clés ont vu leurs biens confisqués, d'autres payant une amende. Moray est l'une des 73 personnes incluses dans cette liste, bien que le montant initial de 3 500 £ ait finalement été réduit à 500 £ . 
Après la restauration de Charles II en 1660, Moray devient conseiller privé mais reste une figure politique mineure. Il est connu comme un adversaire des radicaux presbytériens et en 1675, son oncle par mariage, le duc de Lauderdale, le nomme Lord Justice General, en remplacement du marquis d'Atholl. Il aide à appliquer des politiques de plus en plus sévères, y compris la peine de mort pour la prédication lors de services tenus en dehors de l'église approuvée, ou des conventicules, et est nommé commissaire du Trésor en 1678 . 
En 1679, des dissidents assassinent l'archevêque Sharp et Moray participe à la Bataille de Bothwell Bridge. Ceci a eu comme conséquence sa nomination le 17 juillet 1680 comme un Lord extraordinaire de Session ; lorsque Lauderdale est émis de ses fonctions peu de temps après, il nomme Moray comme secrétaire d'État à sa place. Jacques II a approuvé cela, mais a insisté pour que Moray partage la position, d'abord avec Charles Le Goux de La Berchère, puis Melfort . 
Jacques II est devenu roi en février 1685 avec un fort soutien en Angleterre et en Écosse, conduisant à l'effondrement rapide de la rébellion d'Argyll en juin. Cependant, les mesures en faveur des catholiques ont sapé les presbytériens et épiscopaliens modérés qui contrôlaient alors l'Église d'Écosse et formaient la principale base de soutien de Jacques II. Leur opposition l'a forcé à compter sur un cercle toujours plus restreint de loyalistes; en 1686, Moray est nommé lord haut-commissaire au Parlement écossais, chargé d'assurer l'abrogation du Test Act de 1681. 
Moray se convertit au catholicisme en 1686; bien que cela n'ait pas été rendu public avant 1687, beaucoup le soupçonnaient et contestaient son droit d'occuper ses fonctions. Malgré les menaces et la destitution des opposants, le Parlement écossais a refusé d'adopter ces mesures, forçant Jacques II à utiliser la prérogative royale . 
En reconnaissance de son statut, Moray est l'un des huit membres fondateurs de l'Ordre du Chardon, créé par Jacques II en 1687 pour récompenser ses principaux partisans . Après la Glorieuse Révolution de novembre 1688, il est privé de tous ses postes. Il est mort à Donibristle le 1er novembre 1701 et enterré dans l'église de Dyke le 24 janvier 1702 . 

## Sources
- (en) John Debrett, Debrett's Peerage of the United Kingdom of Great Britain and Ireland, Vol. 2, C J G And F Rivington, 1830
- (en) Mathew Glozier, « The Earl of Melfort, the Court Catholic Party and the Foundation of the Order of the Thistle, 1687 », The Scottish Historical Review, vol. 79, no 208,‎ 2000, p. 233–238 (DOI 10.3366/shr.2000.79.2.233, JSTOR 25530975)
- (en) Tim Harris, Revolution; the Great Crisis of the British Monarchy 1685-1720, Penguin, 2007 (ISBN 978-0141016528)
- (en) T. F. Henderson et A. J. Mann (réviseur), « Stewart, Alexander, fifth earl of Moray », dans The Oxford Dictionary of National Biography, Oxford University Press, 23 septembre 2004 (DOI 10.1093/ref:odnb/26455, lire en ligne).
- (en) JL Mackie et Bruce Lenman, A History of Scotland, Penguin, 1991 (ISBN 978-0140136494, lire en ligne)